# رموز البلدان ج-ك
هذه القائمة تضم رموز البلدان، للدول التي تبدأ بحرفي (J-K)
ماهي رموز البلدان

## جامايكا
| أيزو 3166-1 رقمي 388                                         | أيزو 3166-1 حرفي-3 JAM                            | أيزو 3166-1 حرفي-2 JM                              | رمز مطار منظمة الطيران المدني الدولي بادئة(es) MK          |
| قائمة مفاتيح الهاتف لدول العالم +1 876                       | قائمة رموز بلدان اللجنة الأولمبية الدولية JAM     | النطاق الأعلى في ترميز الدولة .jm                  | منظمة الطيران المدني الدولي تسجيل الطائرات. بادئة (es) 6Y- |
| الهوية الدولية لمشترك الجوال رمز البلد في الهاتف المحمول 338 | قائمة رموز أعضاء حلف الناتو رمز من ثلاثة حروف JAM | قائمة رموز أعضاء حلف الناتو رمز من حرفين (قديم) JM | مكتبة الكونغرس مارك (نظام فهرسة) JM                        |
| أرقام الهوية البحرية 339                                     | قائمة رموز الاتحاد الدولي للاتصالات JMC           | رموز معايير معالجة المعلومات الفيدرالية JM         | رمز تسجيل المركبات الدولي JA                               |
| GTIN بادئة (es) —                                            | رمز برنامج الأمم المتحدة الإنمائي JAM             | المنظمة العالمية للأرصاد الجوية رمز البلد JM       | بادئة نداء الاتحاد الدولي للاتصالات 6YA-6YZ                |

## اليابان
| أيزو 3166-1 رقمي 392                                         | أيزو 3166-1 حرفي-3 JPN                            | أيزو 3166-1 حرفي-2 JP                              | رمز مطار منظمة الطيران المدني الدولي بادئة(es) RJ, RO       |
| قائمة مفاتيح الهاتف لدول العالم +81                          | قائمة رموز بلدان اللجنة الأولمبية الدولية JPN     | النطاق الأعلى في ترميز الدولة .jp                  | منظمة الطيران المدني الدولي تسجيل الطائرات. بادئة (es) JA-  |
| الهوية الدولية لمشترك الجوال رمز البلد في الهاتف المحمول 441 | قائمة رموز أعضاء حلف الناتو رمز من ثلاثة حروف JPN | قائمة رموز أعضاء حلف الناتو رمز من حرفين (قديم) JA | مكتبة الكونغرس مارك (نظام فهرسة) JA                         |
| أرقام الهوية البحرية 431, 432                                | قائمة رموز الاتحاد الدولي للاتصالات J             | رموز معايير معالجة المعلومات الفيدرالية JA         | رمز تسجيل المركبات الدولي J                                 |
| GTIN بادئة (es) 450-459                                      | رمز برنامج الأمم المتحدة الإنمائي JPN             | المنظمة العالمية للأرصاد الجوية رمز البلد JP       | بادئة نداء الاتحاد الدولي للاتصالات 7JA-7NZ,8JA-8NZ,JAA-JSZ |

## جيرزي
| أيزو 3166-1 رقمي 832                                       | أيزو 3166-1 حرفي-3 JEY                          | أيزو 3166-1 حرفي-2 JE                             | رمز مطار منظمة الطيران المدني الدولي بادئة(es) —         |
| قائمة مفاتيح الهاتف لدول العالم +44                        | قائمة رموز بلدان اللجنة الأولمبية الدولية —     | النطاق الأعلى في ترميز الدولة .je                 | منظمة الطيران المدني الدولي تسجيل الطائرات. بادئة (es) — |
| الهوية الدولية لمشترك الجوال رمز البلد في الهاتف المحمول — | قائمة رموز أعضاء حلف الناتو رمز من ثلاثة حروف — | قائمة رموز أعضاء حلف الناتو رمز من حرفين (قديم) — | مكتبة الكونغرس مارك (نظام فهرسة) —                       |
| أرقام الهوية البحرية —                                     | قائمة رموز الاتحاد الدولي للاتصالات —           | رموز معايير معالجة المعلومات الفيدرالية JE        | رمز تسجيل المركبات الدولي GBJ                            |
| GTIN بادئة (es) —                                          | رمز برنامج الأمم المتحدة الإنمائي —             | المنظمة العالمية للأرصاد الجوية رمز البلد —       | بادئة نداء الاتحاد الدولي للاتصالات —                    |

## الأردن
| أيزو 3166-1 رقمي 400                                         | أيزو 3166-1 حرفي-3 JOR                            | أيزو 3166-1 حرفي-2 JO                              | رمز مطار منظمة الطيران المدني الدولي بادئة(es) OJ          |
| قائمة مفاتيح الهاتف لدول العالم +962                         | قائمة رموز بلدان اللجنة الأولمبية الدولية JOR     | النطاق الأعلى في ترميز الدولة .jo                  | منظمة الطيران المدني الدولي تسجيل الطائرات. بادئة (es) JY- |
| الهوية الدولية لمشترك الجوال رمز البلد في الهاتف المحمول 416 | قائمة رموز أعضاء حلف الناتو رمز من ثلاثة حروف JOR | قائمة رموز أعضاء حلف الناتو رمز من حرفين (قديم) JO | مكتبة الكونغرس مارك (نظام فهرسة) JO                        |
| أرقام الهوية البحرية 438                                     | قائمة رموز الاتحاد الدولي للاتصالات JOR           | رموز معايير معالجة المعلومات الفيدرالية JO         | رمز تسجيل المركبات الدولي HKJ                              |
| GTIN بادئة (es) 625                                          | رمز برنامج الأمم المتحدة الإنمائي JOR             | المنظمة العالمية للأرصاد الجوية رمز البلد JD       | بادئة نداء الاتحاد الدولي للاتصالات JYA-JYZ                |

## كازاخستان
| أيزو 3166-1 رقمي 398                                         | أيزو 3166-1 حرفي-3 KAZ                            | أيزو 3166-1 حرفي-2 KZ                              | رمز مطار منظمة الطيران المدني الدولي بادئة(es) UA          |
| قائمة مفاتيح الهاتف لدول العالم +7                           | قائمة رموز بلدان اللجنة الأولمبية الدولية KAZ     | النطاق الأعلى في ترميز الدولة .kz                  | منظمة الطيران المدني الدولي تسجيل الطائرات. بادئة (es) UN- |
| الهوية الدولية لمشترك الجوال رمز البلد في الهاتف المحمول 401 | قائمة رموز أعضاء حلف الناتو رمز من ثلاثة حروف KAZ | قائمة رموز أعضاء حلف الناتو رمز من حرفين (قديم) KZ | مكتبة الكونغرس مارك (نظام فهرسة) KZ                        |
| أرقام الهوية البحرية 436                                     | قائمة رموز الاتحاد الدولي للاتصالات KAZ           | رموز معايير معالجة المعلومات الفيدرالية KZ         | رمز تسجيل المركبات الدولي KZ                               |
| GTIN بادئة (es) 487                                          | رمز برنامج الأمم المتحدة الإنمائي KAZ             | المنظمة العالمية للأرصاد الجوية رمز البلد KZ       | بادئة نداء الاتحاد الدولي للاتصالات UNA-UQZ                |

## كينيا
| أيزو 3166-1 رقمي 404                                         | أيزو 3166-1 حرفي-3 KEN                            | أيزو 3166-1 حرفي-2 KE                              | رمز مطار منظمة الطيران المدني الدولي بادئة(es) HK          |
| قائمة مفاتيح الهاتف لدول العالم +254                         | قائمة رموز بلدان اللجنة الأولمبية الدولية KEN     | النطاق الأعلى في ترميز الدولة .ke                  | منظمة الطيران المدني الدولي تسجيل الطائرات. بادئة (es) 5Y- |
| الهوية الدولية لمشترك الجوال رمز البلد في الهاتف المحمول 639 | قائمة رموز أعضاء حلف الناتو رمز من ثلاثة حروف KEN | قائمة رموز أعضاء حلف الناتو رمز من حرفين (قديم) KE | مكتبة الكونغرس مارك (نظام فهرسة) KE                        |
| أرقام الهوية البحرية 634                                     | قائمة رموز الاتحاد الدولي للاتصالات KEN           | رموز معايير معالجة المعلومات الفيدرالية KE         | رمز تسجيل المركبات الدولي EAK                              |
| GTIN بادئة (es) 616                                          | رمز برنامج الأمم المتحدة الإنمائي KEN             | المنظمة العالمية للأرصاد الجوية رمز البلد KN       | بادئة نداء الاتحاد الدولي للاتصالات 5YA-5ZZ                |

## كيريباتي
| أيزو 3166-1 رقمي 296                                         | أيزو 3166-1 حرفي-3 KIR                            | أيزو 3166-1 حرفي-2 KI                              | رمز مطار منظمة الطيران المدني الدولي بادئة(es) NG          |
| قائمة مفاتيح الهاتف لدول العالم +686                         | قائمة رموز بلدان اللجنة الأولمبية الدولية KIR     | النطاق الأعلى في ترميز الدولة .ki                  | منظمة الطيران المدني الدولي تسجيل الطائرات. بادئة (es) T3- |
| الهوية الدولية لمشترك الجوال رمز البلد في الهاتف المحمول 545 | قائمة رموز أعضاء حلف الناتو رمز من ثلاثة حروف KIR | قائمة رموز أعضاء حلف الناتو رمز من حرفين (قديم) KR | مكتبة الكونغرس مارك (نظام فهرسة) GB                        |
| أرقام الهوية البحرية 529                                     | قائمة رموز الاتحاد الدولي للاتصالات KIR           | رموز معايير معالجة المعلومات الفيدرالية KR         | رمز تسجيل المركبات الدولي KIR (unofficial)                 |
| GTIN بادئة (es) —                                            | رمز برنامج الأمم المتحدة الإنمائي KIR             | المنظمة العالمية للأرصاد الجوية رمز البلد KB       | بادئة نداء الاتحاد الدولي للاتصالات T3A-T3Z                |

## كوريا الشمالية
| أيزو 3166-1 رقمي 408                                         | أيزو 3166-1 حرفي-3 PRK                            | أيزو 3166-1 حرفي-2 KP                              | رمز مطار منظمة الطيران المدني الدولي بادئة(es) ZK         |
| قائمة مفاتيح الهاتف لدول العالم +850                         | قائمة رموز بلدان اللجنة الأولمبية الدولية PRK     | النطاق الأعلى في ترميز الدولة .kp                  | منظمة الطيران المدني الدولي تسجيل الطائرات. بادئة (es) P- |
| الهوية الدولية لمشترك الجوال رمز البلد في الهاتف المحمول 467 | قائمة رموز أعضاء حلف الناتو رمز من ثلاثة حروف PRK | قائمة رموز أعضاء حلف الناتو رمز من حرفين (قديم) KN | مكتبة الكونغرس مارك (نظام فهرسة) KN                       |
| أرقام الهوية البحرية 445                                     | قائمة رموز الاتحاد الدولي للاتصالات KRE           | رموز معايير معالجة المعلومات الفيدرالية KN         | رمز تسجيل المركبات الدولي KP (unofficial)                 |
| GTIN بادئة (es) 867                                          | رمز برنامج الأمم المتحدة الإنمائي DRK             | المنظمة العالمية للأرصاد الجوية رمز البلد KR       | بادئة نداء الاتحاد الدولي للاتصالات HMA-HMZ, P5A-P9Z      |

## كوريا الجنوبية
| أيزو 3166-1 رقمي 410                                         | أيزو 3166-1 حرفي-3 KOR                            | أيزو 3166-1 حرفي-2 KR                              | رمز مطار منظمة الطيران المدني الدولي بادئة(es) RK                     |
| قائمة مفاتيح الهاتف لدول العالم +82                          | قائمة رموز بلدان اللجنة الأولمبية الدولية KOR     | النطاق الأعلى في ترميز الدولة .kr                  | منظمة الطيران المدني الدولي تسجيل الطائرات. بادئة (es) HL-            |
| الهوية الدولية لمشترك الجوال رمز البلد في الهاتف المحمول 450 | قائمة رموز أعضاء حلف الناتو رمز من ثلاثة حروف KOR | قائمة رموز أعضاء حلف الناتو رمز من حرفين (قديم) KS | مكتبة الكونغرس مارك (نظام فهرسة) KO                                   |
| أرقام الهوية البحرية 440, 441                                | قائمة رموز الاتحاد الدولي للاتصالات KOR           | رموز معايير معالجة المعلومات الفيدرالية KS         | رمز تسجيل المركبات الدولي ROK                                         |
| GTIN بادئة (es) 880                                          | رمز برنامج الأمم المتحدة الإنمائي ROK             | المنظمة العالمية للأرصاد الجوية رمز البلد KO       | بادئة نداء الاتحاد الدولي للاتصالات 6KA-6NZ, D7A-D9Z DSA-DTZ, HLA-HLZ |

## الكويت
| أيزو 3166-1 رقمي 414                                         | أيزو 3166-1 حرفي-3 KWT                            | أيزو 3166-1 حرفي-2 KW                              | رمز مطار منظمة الطيران المدني الدولي بادئة(es) OK          |
| قائمة مفاتيح الهاتف لدول العالم +965                         | قائمة رموز بلدان اللجنة الأولمبية الدولية KUW     | النطاق الأعلى في ترميز الدولة .kw                  | منظمة الطيران المدني الدولي تسجيل الطائرات. بادئة (es) 9K- |
| الهوية الدولية لمشترك الجوال رمز البلد في الهاتف المحمول 419 | قائمة رموز أعضاء حلف الناتو رمز من ثلاثة حروف KWT | قائمة رموز أعضاء حلف الناتو رمز من حرفين (قديم) KU | مكتبة الكونغرس مارك (نظام فهرسة) KU                        |
| أرقام الهوية البحرية 447                                     | قائمة رموز الاتحاد الدولي للاتصالات KWT           | رموز معايير معالجة المعلومات الفيدرالية KU         | رمز تسجيل المركبات الدولي KWT                              |
| GTIN بادئة (es) 627                                          | رمز برنامج الأمم المتحدة الإنمائي KUW             | المنظمة العالمية للأرصاد الجوية رمز البلد KW       | بادئة نداء الاتحاد الدولي للاتصالات 9KA-9KZ                |

## قرغيزستان
| أيزو 3166-1 رقمي 417                                         | أيزو 3166-1 حرفي-3 KGZ                            | أيزو 3166-1 حرفي-2 KG                              | رمز مطار منظمة الطيران المدني الدولي بادئة(es) UA          |
| قائمة مفاتيح الهاتف لدول العالم +996                         | قائمة رموز بلدان اللجنة الأولمبية الدولية KGZ     | النطاق الأعلى في ترميز الدولة .kg                  | منظمة الطيران المدني الدولي تسجيل الطائرات. بادئة (es) EX- |
| الهوية الدولية لمشترك الجوال رمز البلد في الهاتف المحمول 437 | قائمة رموز أعضاء حلف الناتو رمز من ثلاثة حروف KGZ | قائمة رموز أعضاء حلف الناتو رمز من حرفين (قديم) KG | مكتبة الكونغرس مارك (نظام فهرسة) KG                        |
| أرقام الهوية البحرية —                                       | قائمة رموز الاتحاد الدولي للاتصالات KGZ           | رموز معايير معالجة المعلومات الفيدرالية KG         | رمز تسجيل المركبات الدولي KS                               |
| GTIN بادئة (es) 470                                          | رمز برنامج الأمم المتحدة الإنمائي KYR             | المنظمة العالمية للأرصاد الجوية رمز البلد KY       | بادئة نداء الاتحاد الدولي للاتصالات EXA-EXZ                |